# 更路簿
《更路簿》是中國的海南漁民在開發和經營西、南、中沙群島的過程中，用海南方言字寫成，利用文字和地圖的方式描繪出的航海手冊。當中“更”是指渔船从一地航行到另一地需要的时间或距离；而“路”是指航行时针路，即航向。其最早出現在元代，盛行于明末、清代和民國時期，記錄了南海海域的100多處地名和重要的海洋資訊。中國學者目前宣成發現的《更路簿》有10餘個版本的抄本，共命名南海島礁136個。
《更路簿》中记述着岛礁的地貌和海况，不但对岛礁的形态作「圈」、「筐」、「门」、「孔」、「峙」、「线」、「塘」等区分，还对海浪、潮汐、风向、风暴等气象气候和水文情况作述说，并记录有观察海上风云和出行渔船的知识。
中國官方認為，南海諸島礁的命名是印證中國對於南海主權的鐵證。在《更路簿》中，漁民給南海中136個島礁起了「乳名」，其中東沙群島1個，西沙群島38個，南沙群島97個。除了以漁家口述形式流傳外，更以書面形式記載於《更路簿》的手抄本中。漁民的命名全是海南方言稱謂，鄉土味道濃厚。